# Háry János-suite
De opera Háry János werd in 1926 geschreven door de Hongaarse componist Zoltán Kodály (1882-1967), en is gebaseerd op een libretto van Béla Paulini en Zsolt Harsány.
Het in 1843 verschenen epos Az obsitos (De veteraan) van János Garay, diende als inspiratiebron voor dit libretto. Het gaat hier om een oud-soldaat, die na zijn diensttijd in het Oostenrijks/Hongaarse leger, aan het begin van de 19e eeuw, in de herberg opsnijdt over zijn fictieve heldendaden tijdens een napoleontische oorlog.
De geschiedenis van Háry János, de uitgediende huzaar, is in Hongarije een bekend sprookjesachtig volksverhaal, afkomstig uit de plaats Simontornya.
Geheel passend in het streven van Kodály, die de bijna verloren gegane Hongaarse volksmuziek probeerde vast te leggen, en daardoor ook zeer goed kende, wilde hij het volksverhaal op een muzikale manier zien te behouden. Bij de muzikale omzetting van dit verhaal, beperkte de componist zich tot vier avonturen van de held Háry János.
Volgens Kodály vertelt Háry János in zijn verhalen eigenlijk geen leugens, maar verbeeldt hij de legende als een dichter. Wat hij vertelt, mag dan niet echt gebeurd zijn, maar ervaart hij het in zijn verbeelding toch als echt.
De eerste uitvoering van de opera – eigenlijk meer een Singspiel - was in 1926 in het Koninklijk Operahuis van Boedapest.
Een jaar later stelde Zoltán Kodály een orkestsuite samen van zes delen, die op 24 oktober 1927 in Barcelona zijn première beleefde. Deze suite, de Háry János-suite, staat op het repertoire van de meeste orkesten.

## Verhaal
De avonturen van Háry János beginnen in de herberg, waar hij uitvoerig zijn heldendaden uiteenzet aan de gewillige toehoorders. Hij beweert onder meer, dat hij het voor elkaar kreeg het hart te veroveren van Marie Louise, de echtgenote van Napoleon, en dat hij met haar na allerlei avonturen naar Wenen gaat, in het gezelschap van Örzse, de geliefde van Háry János. Kort daarop ziet de onoverwinnelijke Háry János kans bij Milaan in zijn eentje Napoleon en zijn leger te verslaan, waarbij Napoleon op zijn knieën om genade smeekt. Hierop wil Marie Louise met Háry János in het huwelijk treden, en hem de titel van hertog verlenen, en treft voorbereidingen hiertoe. Dit geeft aanleiding tot een heftige ruzie tussen Örzse en Marie Louise, waarop Marie Louise de opstandige Örzse naar huis wil sturen. Háry János fluistert de bitter wenende Örzse in het oor, dat hij alles in orde zal brengen en dat uiteindelijk alles goed zal komen.
Marie Louise en haar moeder gaan nu de bruiloft aan het keizerlijke hof voorbereiden. Bij de openingsmaaltijd stormt Örzse plotseling naar binnen om afscheid te nemen van Háry. Hij bekent, dat hij toch meer naar haar en zijn vaderland verlangt en dat hij afziet van alle toegezegde rijkdommen en eerbewijzen, waarop beiden afscheid van het hof nemen.
Later duikt Háry János weer op in zijn rommelige stamkroeg. In zijn armoede schijnt hij toch gelukkig te zijn: een koning in het rijk van zijn eigen fantasieën!

## Delen van de suite
De Háry János-suite bevat de volgende delen:
1. Előjáték : Kezdődik a történet (Prélude: Het sprookje begint)
2. A bécsi harangjáték (Weens klokkenspel) - dit deel bestaat uit feestelijke muziek met klokken en mars-muziek.
3. Dal (Lied) - dit deel wordt ingezet door een altvioolsolo, gevolgd door een melodie die afkomstig is van zigeunermuziek
4. A csata és Napóleon veresége (Strijd en nederlaag van Napoleon) - in dit deel komen voornamelijk slagwerk en een piccolo aan bod. Het is marsmuziek waar de Marseillaise in doorklinkt.
5. Intermezzó (Intermezzo) - dit deel wordt ook vaak als los muziekstuk gespeeld. Het heeft de vorm van een Verbunkos, een Hongaarse dans. Er is een ruime plaats voor de cimbalom – de Hongaarse variant van het hakkebord.
6. A császári udvar bevonulása (Intocht van het keizerlijke hof) - in dit fanfare-achtige deel zijn de koperblazers te horen en een klokkenspel.